# Регалия
Рега́лия (от лат. regalis — царский) — знак (изделие) царского сана, то есть его власти, и исключительные права верховного правителя (монарха), позднее государства. 
В другом источнике указано, что «Регалия» (ж. р.; во мн. ч. — рега́лии) — знаки царского сана: корона, держава, скипетр, герб, мантия и прочее, также коронная монополия. 

## История

### Знаки царского сана или власти
Знаки царской а позже и королевской и императорской власти или регалии были известны с глубокой древности и в общем одинаковы во всех государствах.
К знакам царского сана или власти, то есть регалиям во многих государствах относились и относятся:
- корона;
- держава;
- скипетр;
- герб;
- мантия;
- прочие.

В Российской империи императорскими регалиями являлись: корона, скипетр, держава, государственный меч, государственное знамя, большая государственная печать и государственный щит.

### Коронная (государственная) монополия
Термин широко использовался в русской дореволюционной литературе по финансовому праву, но в советское время стал малоупотребимым.
Правоведы различают старшие царские (regalia majora) — все права, вытекающие из существа государства и составляющие необходимую принадлежность верховной власти (например, право взимать налоги, творить суд и так далее), и меньшие царские (regalia minora) — такие права частноправового характера, которые изымаются из области приобретения частными лицами и берутся исключительно в руки государства, чаще всего в фискальных целях (государственная монополия).
Промышленные
- платежи за регистрацию
- платежи за лицензии, разрешения
- доходы от монополий

Судебные
- судебные пошлины
- исполнительские сборы
- штрафы, конфискации

Монетные
- доходы от эмиссии денег

Таможенные платежи
- таможенные пошлины
- штрафы и конфискации

Бесхозяйные
- клады
- доходы от выморочного имущества[4].

На Руси древнейшими княжескими регалиями были регалии звериной и птичьей ловли, рыбная регалия (некоторые породы рыб были объявлены исключительной собственностью князя, позже царя, императора), затем жемчужная регалия, поташная регалия, регалия на сбор ревеня, соляная, горная регалии.
Позже в древних и средневековых государствах появляются (создаются) коронные (государственные) монополии на монеты (деньги), почту и так далее.